# Plocoglottis gigantea
Plocoglottis gigantea är en orkidéart som först beskrevs av Joseph Dalton Hooker, och fick sitt nu gällande namn av Johannes Jacobus Smith. Plocoglottis gigantea ingår i släktet Plocoglottis och familjen orkidéer. Inga underarter finns listade i Catalogue of Life.